# Erik Martinsson
Erik Martinsson, född 25 september 1996, är en svensk kortdistanslöpare. Han vann SM-guld på 400 meter inomhus år 2015 och utomhus 2018. Han tävlar för Upsala IF, tidigare Gefle IF.

## Karriär
2013 deltog Martinsson på 400 meter vid Ungdoms-VM i Donetsk, Ukraina. Han tog sig vidare från försöken efter personbästa, 47,70, men slogs ut i semifinalen.
Vid inomhus-EM 2015 i Prag deltog Martinsson på 400 meter men slogs ut i försöken med tiden 48,09. Han sprang 400 meter även vid junior-EM i Eskilstuna i juli 2015 och lyckades ta sig vidare från försöken med säsongsbästa 47,98, men slogs sedan ut i semifinalen, tid 48,29.
År 2016 sprang han vid EM i Amsterdam ihop med Axel Bergrahm, Felix Francois och Adam Danielsson i det svenska stafettlaget som slogs ut i försöken trots säsongsbästa på 3:04,95.
Under 2018 fick Martinsson representera Sverige på EM i Berlin då han (tillsammans med Carl Bengtström, Dennis Forsman, och Joel Groth) sprang i stafettlaget på 4 x 400 meter. Laget blev dock diskvalificerat i sitt försöksheat efter strul med ena växlingen.

## Personliga rekord
| Utomhus - 100 meter – 11,07 (Eskilstuna Sverige 24 maj 2015) - 100 meter – 10,99 (medvind) (Västerås Sverige 9 augusti 2013) - 200 meter – 22,05 (Göteborg Sverige 30 juni 2013) - 200 meter – 21,93 (medvind) (Sollentuna Sverige 8 juni 2014) - 400 meter – 46,73 (Stockholm Sverige 2 september 2017) - 800 meter – 1.46,59 (Stockholm Sverige 4 september 2021) - 1 000 meter – 2.21,43 (Varberg Sverige 15 juli 2019) - Längd – 6,40 (Stockholm Sverige 19 augusti 2012 | Inomhus - 60 meter - 7,14 (Göteborg Sverige 1 mars 2015 - 200 meter – 22,11 (Uppsala Sverige 27 januari 2022 - 400 meter – 47,42 (Uppsala Sverige 10 mars 2022) - 800 meter – 1.47,53 (Göteborg, Sverige 5 februari 2022) - Tresteg – 14,22 (Uddevalla Sverige 23 februari 2013 |

### Fotnoter
1. 1 2  ”Personsida på Friidrottstatistik”. friidrottsstatistik.se. https://www.friidrottsstatistik.se/atswe.php?Gender=1&ID=147956. Läst 11 september 2021.
2. ↑  ”Stora SM 2015, dag 2”. trackandfield.se. http://www.trackandfield.se/resultat/2015/150808.htm. Läst 31 oktober 2015.
3. ↑  ”Stora SM 2016”. Arkiverad från originalet den 23 augusti 2017. https://web.archive.org/web/20170823210252/http://212.247.216.72/friidrott/sm16/Resultat.php. Läst 1 november 2016.
4. ↑  ”Stora SM 2017”. http://www.trackandfield.se/resultat/2017/170825_27.htm. Läst 1 oktober 2017.
5. ↑  ”Stora SM 2018”. http://www.trackandfield.se/resultat/2018/180824.htm. Läst 5 september 2018.
6. ↑  ”Friidrotts-SM 2019 Karlstad”. Arkiverad från originalet den 2 september 2019. https://web.archive.org/web/20190902083413/http://212.247.216.72/friidrott/sm19/result_t.php. Läst 17 september 2019.
7. ↑  ”Friidrotts-SM, Borås 27-29.8.21”. friidrottsstatistik.se. https://www.friidrottsstatistik.se/resultsswe.php?CID=12994166&Season=2021. Läst 29 augusti 2021.
8. ↑  ”Resultat: SM-JSM-USM-VSM Stafett, Göteborg/S 28‐29.5.22”. friidrottsstatistik.se. https://www.friidrottsstatistik.se/resultsswe.php?CID=13014836&Season=2022. Läst 6 augusti 2022.
9. ↑  ”Stora inne-SM 2015, resultat”. archive.is. Arkiverad från originalet den 22 februari 2015. https://archive.is/20150222161525/http://livetiming.se/track/ism15/. Läst 29 mars 2015.
10. ↑  ”Resultat: Inomhus-SM, Malmö/A 19‐21.2.21 Inne”. friidrottsstatistik.se. https://www.friidrottsstatistik.se/resultsswe.php?CID=12976657&Season=2021. Läst 23 juli 2021.
11. ↑  ”Resultat: ISM, Malmö/A 17‐19.2.23 Inne”. friidrottsstatistik.se. https://www.friidrottsstatistik.se/resultsswe.php?CID=13028716&Season=2023. Läst 20 februari 2023.
12. ↑  ”Välkommen till Upsala IF, Erik Martinsson!”. uiffriidrott.se. 6 oktober 2020. http://www.uiffriidrott.se/nyheter/?ID=132229&NID=733978. Läst 29 augusti 2021.
13. ↑  ”400 metres boys, 8th IAAF World Youth Championships”. worldathletics.org. https://www.worldathletics.org/results/iaaf-world-u18-championships/2013/8th-iaaf-world-youth-championships-7048506/men/400-metres/heats/summary. Läst 11 september 2021.
14. ↑  ”European Athletics Indoor Championships - Prague 2015” (på engelska). european-athletics.org. http://www.european-athletics.org/competitions/european-athletics-indoor-championships/history/year=2015/results/index.html. Läst 20 augusti 2017.
15. ↑  ”IEM2: Personbästa av Elise”. friidrott.se. 6 mars 2015. Arkiverad från originalet den 21 augusti 2017. https://web.archive.org/web/20170821002341/http://www.friidrott.se/nyheter.aspx?id=17754. Läst 20 augusti 2017.
16. ↑  ”European Athletics U20 Championships - Eskilstuna 2015” (på engelska). european-athletics.org. http://www.european-athletics.org/competitions/european-athletics-u20-championships/history/year=2015/results/index.html. Läst 27 oktober 2017.
17. ↑  ”European Athletics Championships - Amsterdam 2016” (på engelska). european-athletics.org. http://www.european-athletics.org/competitions/european-athletics-championships/history/year=2016/results/index.html. Läst 9 februari 2017.
18. ↑  Hedman, Jonas (9 juli 2016). ”Bästa svenska tiden på 11 år”. friidrott.se. Arkiverad från originalet den 11 februari 2017. https://web.archive.org/web/20170211080920/http://www.friidrott.se/nyheter.aspx?id=19760. Läst 9 februari 2017.
19. ↑  ”European Athletics Championships - Berlin 2018” (på engelska). european-athletics.org. https://www.european-athletics.org/competitions/european-athletics-championships/history/year=2018/results/index.html. Läst 3 oktober 2019.
20. ↑  Jonas Hedman (10 augusti 2018). ”EM5: Hårt fall för 4x400-killarna”. friidrott.se. Arkiverad från originalet den 27 augusti 2021. https://web.archive.org/web/20210827145742/https://arkiv.friidrott.se/nyheter.aspx?id=22483. Läst 3 oktober 2019.
21. 1 2 3 4 5 6 7 8 9 10 11 12 13  ”Personsida hos Worldathletics”. worldathletics.org. https://worldathletics.org/athletes/sweden/erik-martinsson-14529305. Läst 11 september 2020.